# Americardia planicostata
Americardia planicostata is een tweekleppigensoort uit de familie van de Cardiidae. De wetenschappelijke naam van de soort is voor het eerst geldig gepubliceerd in 1833 door Broderip & G.B. Sowerby I.